# رخصة القيادة في قبرص الشمالية
رخصة القيادة في قبرص الشمالية هي وثيقة رسمية تعطى لبعض الأشخاص يتم إصدارها من قبل الحكومة القبرص الشمالية لتفويض حاملها بتشغيل أنواع مختلفة من السيارات على الطرق العامة. يمكن الحصول على تراخيص السائقين من جمهورية شمال قبرص التركية من قبل مواطني جمهورية ترانسستان التركية ومواطني الدول الأخرى إذا كان لديهم تصريح إقامة. بدون الحصول على الجنسية أو تصريح الإقامة ، لا يمكن الحصول على تراخيص TRNC. يمكن الحصول على تراخيص السيارات والدراجات النارية من شركة TRNC في سن 18 عامًا ، وذلك وفقًا للفحص النظرية والفحص العملي للطرق العامة.
على الرغم من كون جمهورية شمال قبرص التركية دولة غير معترف بها دوليًا ، إلا أن تراخيص TRNC صالحة للاستخدام في جميع أنحاء العالم للإطار الزمني المحدد من قبل البلد المعني ، وكذلك جميع التراخيص الأخرى. منذ افتتاح نقاط التفتيش الحدودية في قبرص ، تقبل جمهورية قبرص التراخيص الصادرة من الشركة التركية للاتصالات الفضائية (TRNC) صالحة للاستخدام على الطرق لمدة 12 شهرا. كما أن تراخيص جمهورية قبرص صالحة للاستخدام في جمهورية شمال قبرص التركية لمدة 12 شهرًا ، ويتم التعامل معها بنفس الطريقة التي يتم التعامل بها مع أي تراخيص أخرى تم إصدارها دوليًا.
تصدر هيئة تنظيم الاتصالات (TRNC) تراخيصها في شكل بطاقة ترخيص ، وليس على ورق. اللغة التركية والإنجليزية هي اللغات المستخدمة في بطاقة الرخصة.